# Logne
Die Logne ist ein Fluss in Frankreich, der in der Region Pays de la Loire verläuft. Sie entspringt im Gemeindegebiet von Les Lucs-sur-Boulogne, entwässert generell in nordwestlicher Richtung und mündet nach rund 33 Kilometern an der Gemeindegrenze von Saint-Philbert-de-Grand-Lieu und Saint-Colomban als linker Nebenfluss in die Boulogne. Auf ihrem Weg durchquert die Logne die Départements Vendée und Loire-Atlantique.

## Orte am Fluss
(Reihenfolge in Fließrichtung)
- Legé
- Corcoué-sur-Logne
- La Limouzinière
- Saint-Colomban